# NGC 7242
NGC 7242 is een elliptisch sterrenstelsel in het sterrenbeeld Hagedis. Het hemelobject werd op 24 september 1873 ontdekt door de Franse astronoom Édouard Jean-Marie Stephan.

## Rood sterrenstelsel
Volgens James D. Wray's Colour Atlas of Galaxies vertoont dit stelsel geen enkele indicatie dat er enige vorm van stervorming in te vinden is, en dat het enkel uit oude rode sterren bestaat.
There is no evidence for star formation associated with this highly reddened galaxy. This galaxy has the largest (reddest) B-V value of all the galaxies in the atlas for which measurements are available.

## Synoniemen
- UGC 11969
- MCG 6-48-25
- ZWG 513.23
- ZWG 514.3
- PGC 68434